# サステナブル建築

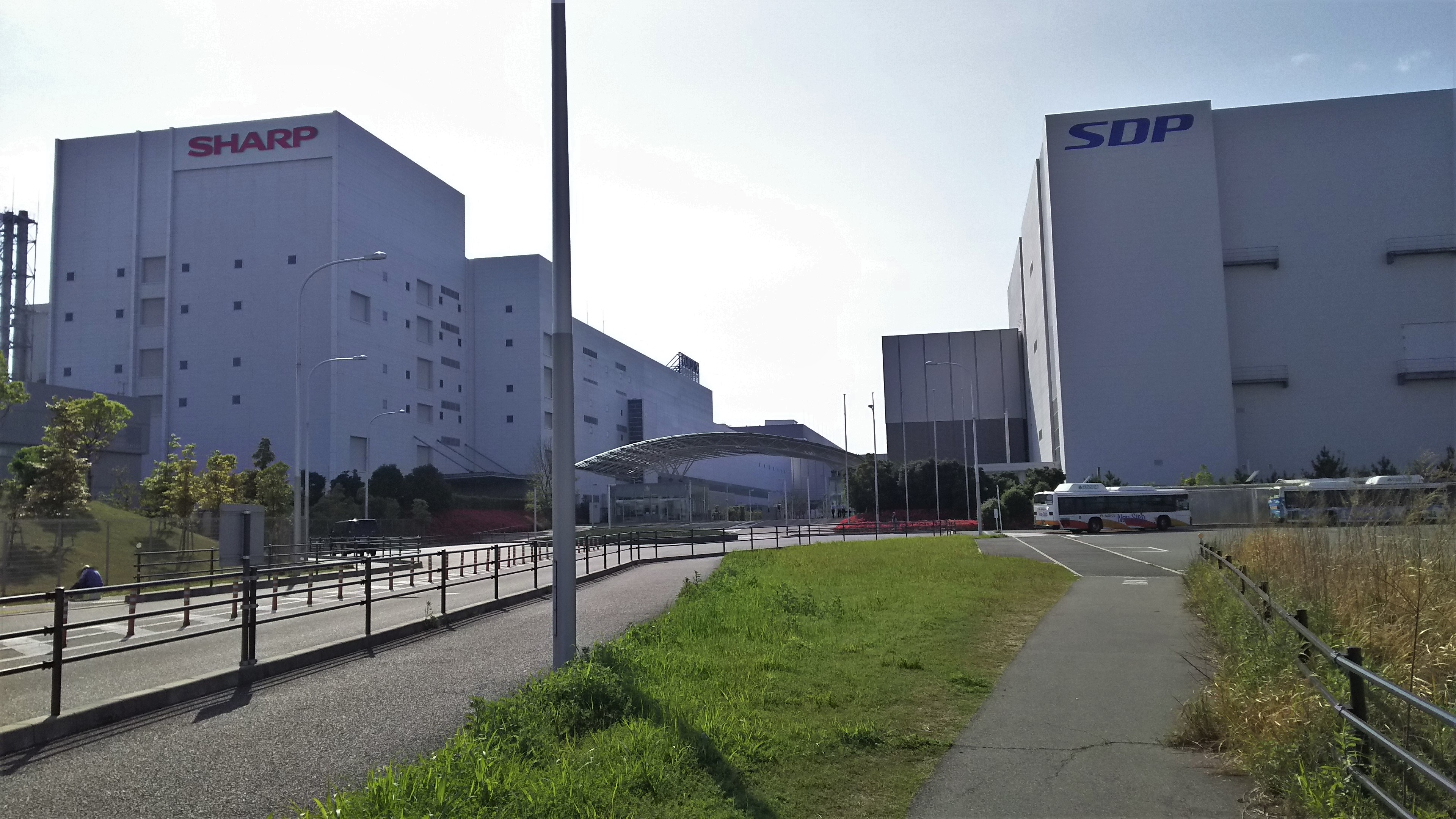
2009年に建設されたシャープ堺工場。大阪サステナブル建築賞大阪府知事賞を受賞。大阪府堺市、2017年4月24日撮影。

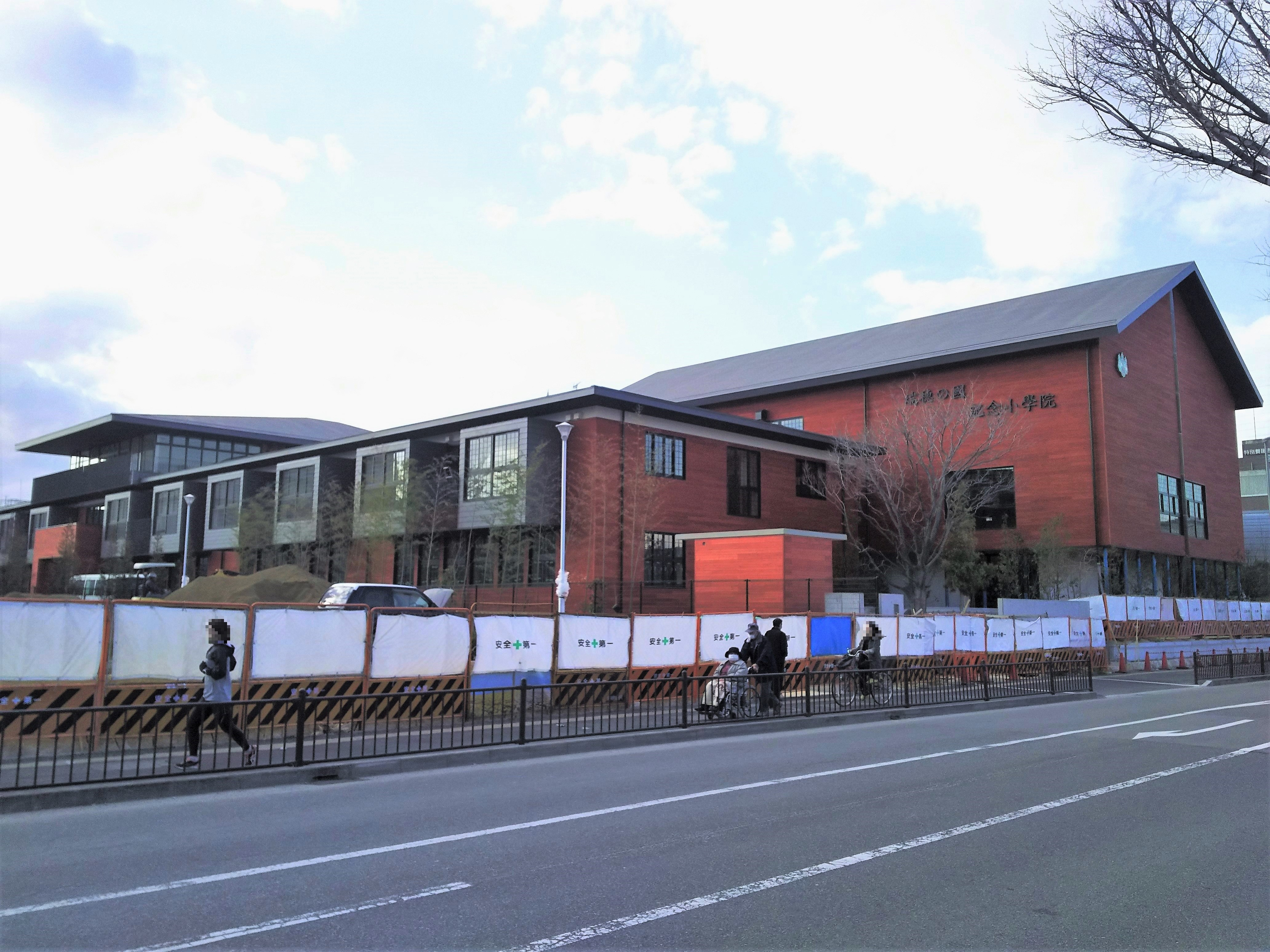
「平成27年度サステナブル建築物等先導事業（木造先導型）」の採択プロジェクトに決定した建設中の瑞穂の國記念小學院の校舎及び体育館。大阪府豊中市、2017年3月10日撮影。

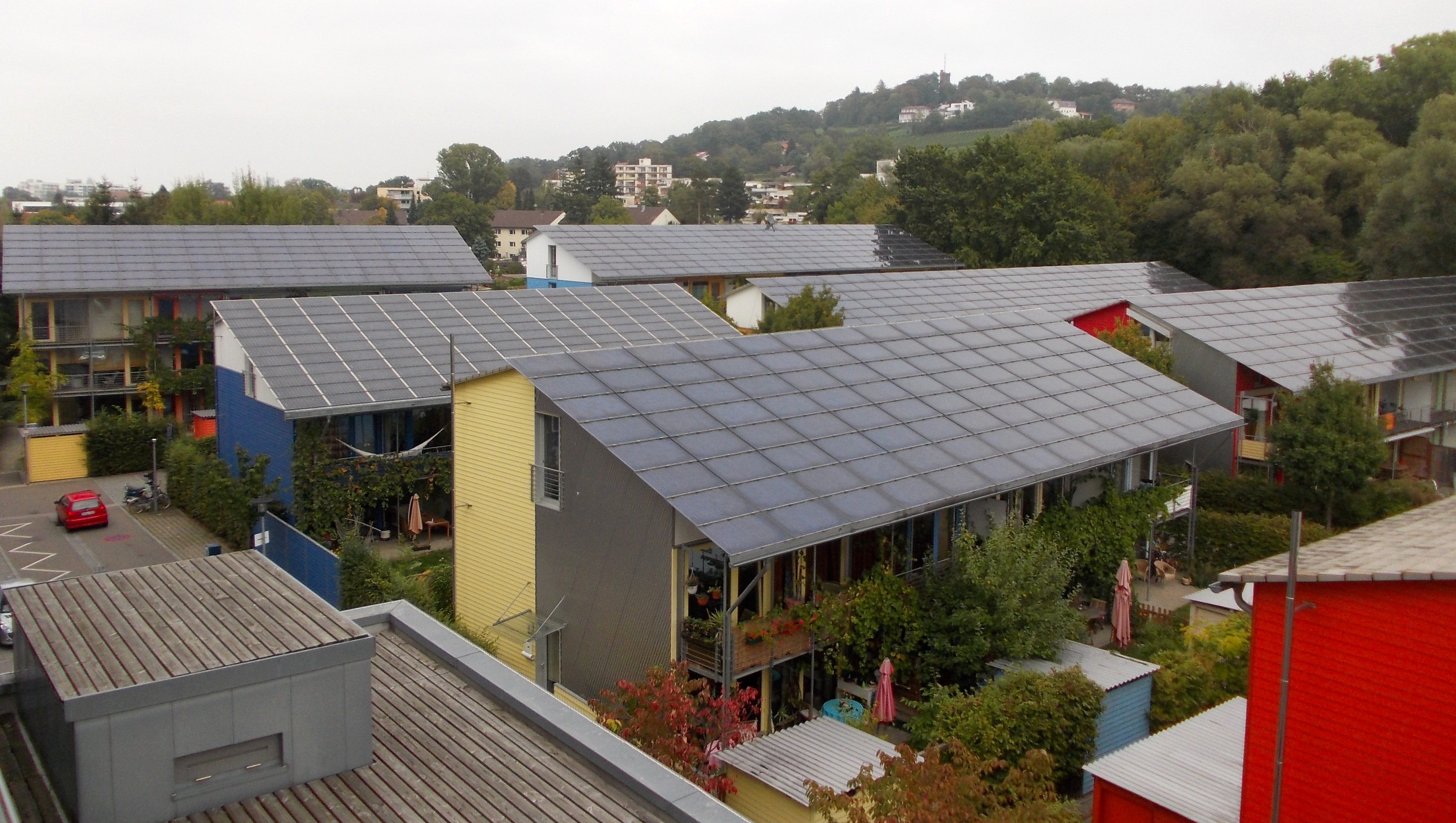
ドイツのフライブルク ヴォーバンにあるエナジー プラス ハウス

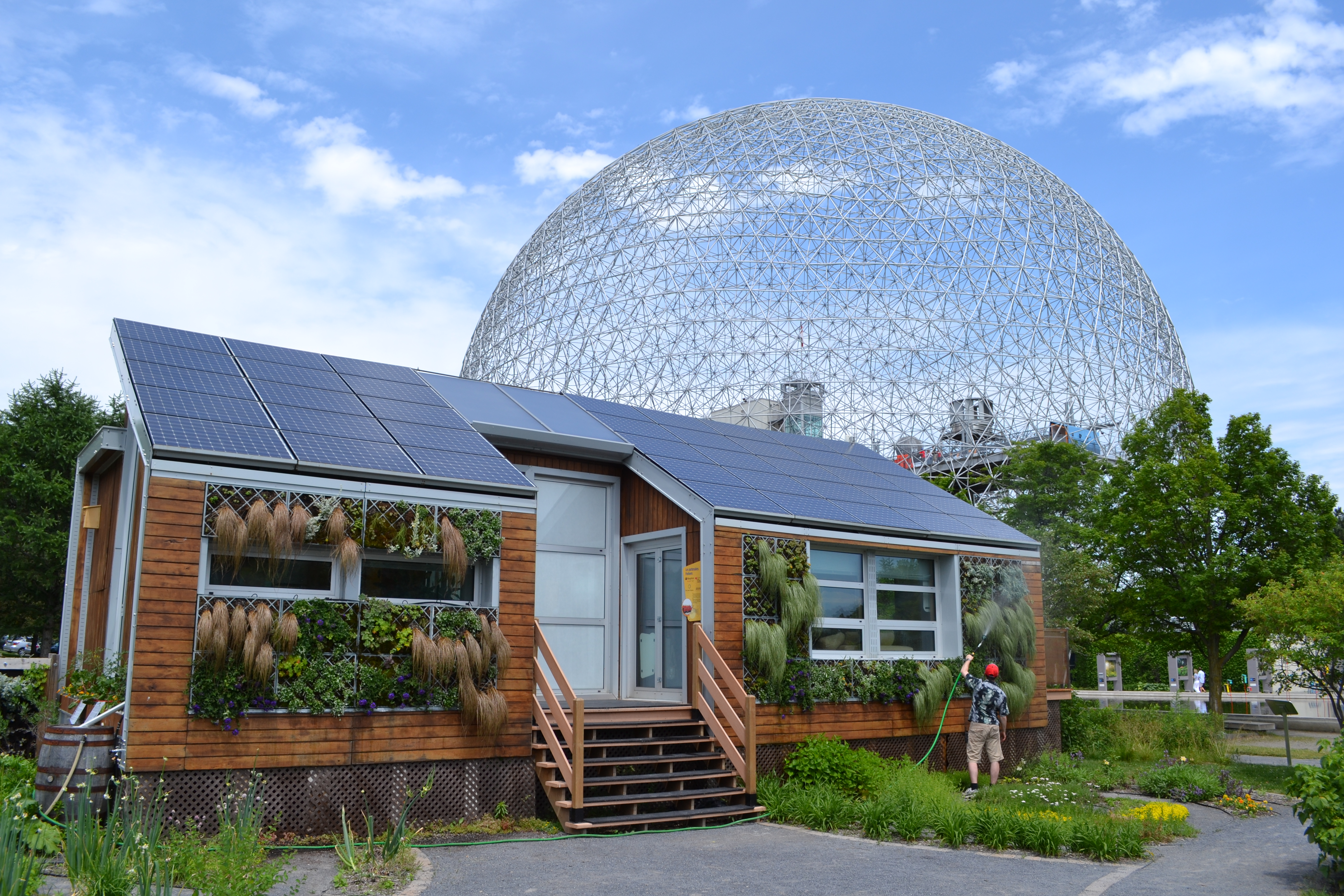
トヘレナ島 (カナダ、モントリオール) にあるエコロジカルなソーラーハウス。これは、モントリオール大学と高等技術学校の学生によって、国際的なSolar Decathlonの枠組みの中で設計された。

サステナブル建築（英: Sustainable architecture）あるいは持続可能な建築は、設計・施工・運用の各段階を通じ、持続可能性に配慮して建築物を構築することである。
1998年12月、一般社団法人日本サステナブル建築協会（JSBC）が設立され、以来産官学一体でサステナブル建築の調査・研究・開発が推進されている。
国土交通省は、2001年よりCASBEE (キャスビー、建築環境総合性能評価システム)を活用し建築物の環境性能を評価している。また、サステナブル建築物等先導事業を実施、補助金制度を設け振興を図っている。
大阪府は、2007年より大阪サステナブル建築賞を運営。2015年からは、大阪市との共催でおおさか環境にやさしい建築賞を実施している。
環境に配慮した優秀な建築をたたえる「持続可能な建築」世界賞が2007年からローカス財団によって運営されている。
社員や近隣住民にとって快適な環境を実現するために、サステナブル建築に着目し、自費で社屋を計画・投資する企業が増えている。中小企業向けの例としては、2017年に竣工した横浜のシュマルツの日本法人の本社ビルがあり、大洋建設が施工した。